# Polycentropus eviratus
Polycentropus eviratus is een fossiele soort schietmot uit de familie Polycentropodidae.